# 俺達かまいたち
『俺達かまいたち』（おれたちかまいたち）は、ABCラジオ（朝日放送）で2014年1月4日から2018年3月31日まで放送していた生ワイド番組。

## 概要
漫才コンビ・かまいたちにとって、ラジオのレギュラーとしては初めての冠番組。生放送ならではの企画を通じて、「リアルを追求した番組」であることを謳っている。
2014年4月改編で放送枠を2時間に拡大したが、かまいたちが2018年度から活動の拠点を東京へ移すことに伴って、2018年3月31日放送分で終了した。

## 放送時間
- 2014年1月4日 - 同3月29日まで：毎週土曜 19:00 - 20:00
- 2014年4月5日 - 2018年3月31日：原則としてナイター中継の予定がない週（年度下半期は毎週）の土曜 19:00 - 21:00（休止時期は下記後述）
  - 「ABCフレッシュアップベースボール」でナイター放送があるときは雨天中止時を含め休止。
  - 2014年については、4-6月は阪神タイガース戦がナイターの場合のみ該当し、デーゲームの場合は他球場のナイター有無に関係なく本番組を放送。7-9月は阪神戦に限らずナイターカードがあれば中継するため、プロ野球の全試合がデーゲームで行われる場合に限り本番組を放送していた[3]。
  - 2015年以降、ナイターシーズンは通期で4-6月期と同じ対応となるが、全国高等学校野球選手権大会開催期間中は阪神戦の開催時間に関係なくナイター中継が設定されるため休止となる。

## パーソナリティ
- かまいたち（濱家隆一・山内健司）
- 山口実香
- これに加えて、よしもとクリエイティブ・エージェンシー所属芸人を中心とした若手のお笑いタレントが番組内のゲストコーナーに毎週1組参加する。

## 特別番組
2015年11月15日（日曜日）には、「創立65周年記念 ABCラジオまつり2015」の公開生放送企画として、『よなよな…』木曜日、『磯部・柴田の日曜のびのび大放送』との合同特別番組『よなよな走るぜ!俺たちのびのび爆笑族』を10:00 - 10:55に放送。司会は柴田博（ABCアナウンサー）と山口が務めた。